# NGC 317
NGC 317 é uma galáxia espiral barrada na direção da constelação de Andromeda. O objeto foi descoberto pelo astrônomo Lewis Swift em 1885, usando um telescópio refrator com abertura de 16 polegadas. Devido a sua moderada magnitude aparente (+13,5), é visível apenas com telescópios amadores ou com equipamentos superiores. 